# カーナティック戦争

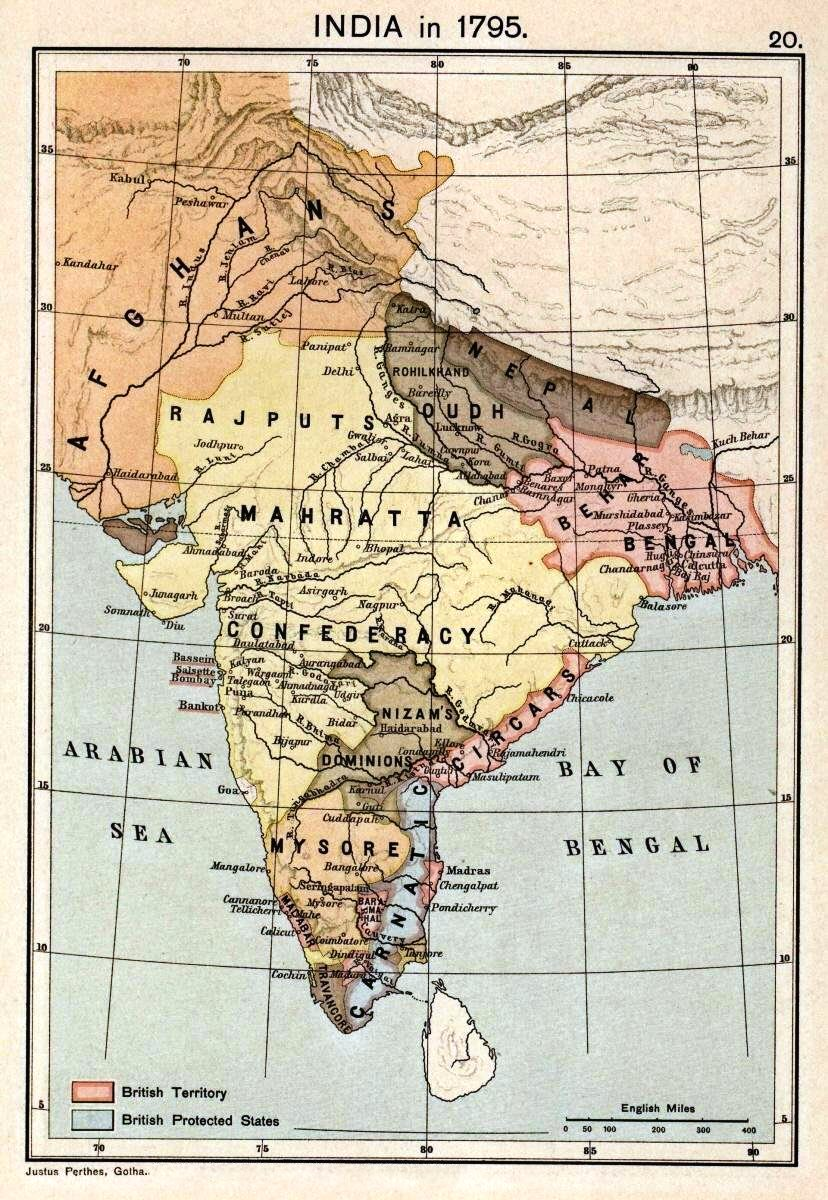
カルナータカ地方（青い部分）

カーナティック戦争（カーナティックせんそう、英語：Carnatic Wars）とは、18世紀に南インドで、イギリス領インドの拠点であったマドラスとフランス領インドの拠点であったポンディシェリーとの間で3次にわたって繰り広げられた戦争。ここで言及されるカルナータカ地方は、現在のアラビア海に面したカルナータカ地方とは違い、アーンドラ地方とタミル地方の一部を指す。また、カーナティックは英語読みであるため、カルナータカ戦争とも呼ばれる。
ヨーロッパのオーストリア継承戦争と七年戦争と連動し、南インドにおいて、南インド東海岸の貿易拠点や荷物の集散地をめぐって争われ、オーストリア継承戦争後も続いた。最終的にはイギリス側の勝利に終わった。

## 第1次カーナティック戦争（1744年 - 1748年）

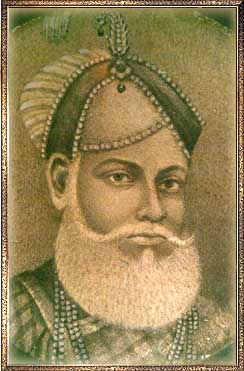
アンワールッディーン・ハーン

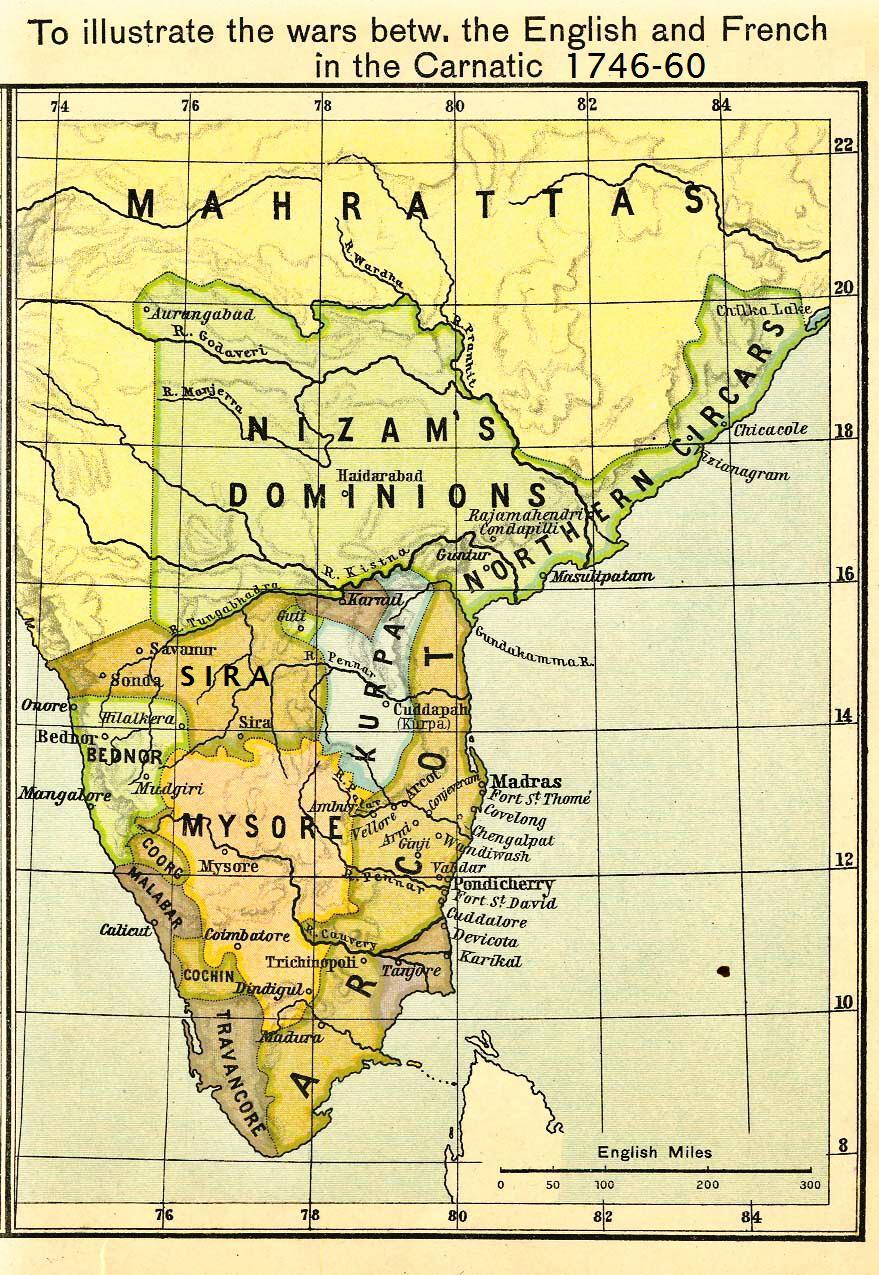
18世紀の南インドの情勢

17世紀後半に絶頂期をむかえたムガル帝国も、1707年にアウラングゼーブが死去すると分裂状態に陥った。これに乗じてイギリス東インド会社はマドラスを拠点に、フランス東インド会社はポンディシェリーを拠点に、ともに勢力を伸ばして争った。
ムガル帝国の分裂後、1713年以降はカルナータカ太守が帝国から事実上独立してカルナータカ地方を支配していた。だが、太守家であるナワーヤト家は内乱に陥り、デカンのニザーム王国の介入を受けた。1742年10月には太守サフダル・アリー・ハーンが暗殺されるなど、その宮廷の状況は極めて悪かった。
1744年7月に太守サアーダトゥッラー・ハーン2世が殺されると、ニザーム王国のアーサフ・ジャー1世によって、ワラー・ジャー家のアンワールッディーン・ハーンが新太守に任命された。
これに激怒したのがナワーヤット家のチャンダー・サーヒブで、彼はサアーダトゥッラー・ハーン2世の義理の叔父である自分こそが新太守にふさわしいと思っていた。
これにより、ナワーヤト家とワラー・ジャー家との対立が生じた。また、1740年にヨーロッパで勃発したオーストリア継承戦争でのイギリスとフランスの戦闘がインドにも波及し、マドラスを拠点としたイギリスと、ポンディシェリーを拠点としたフランスとの間に緊張が走った。

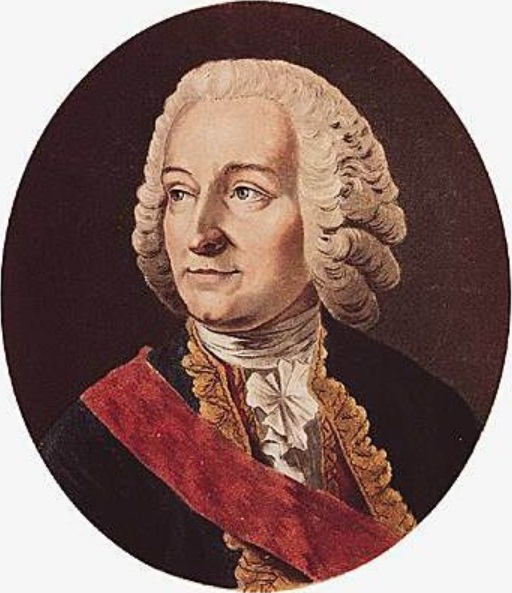
デュプレクス

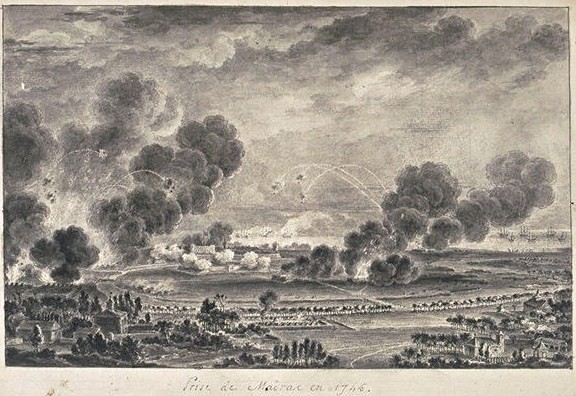
焼打ちにあうマドラス

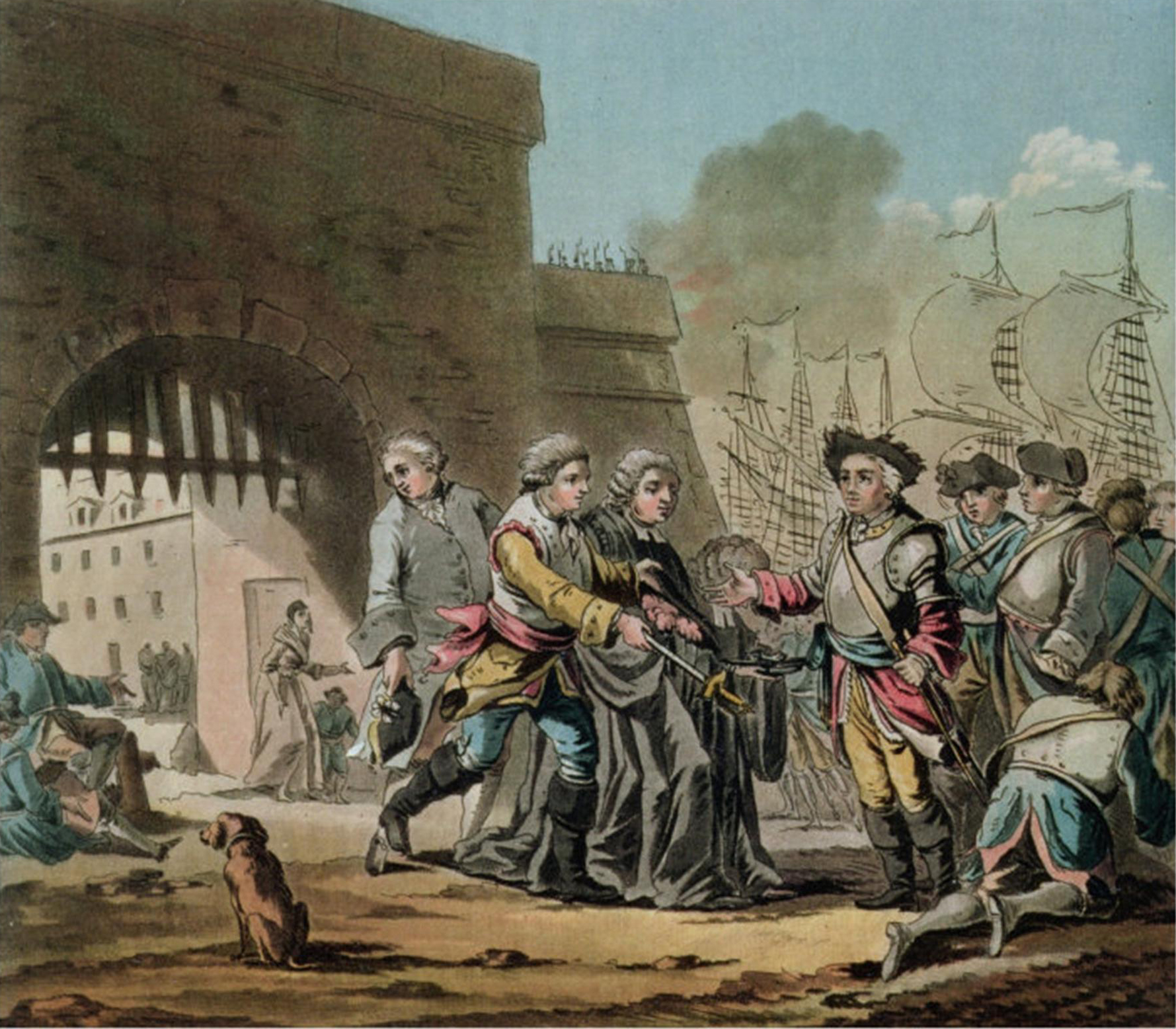
フランスのマドラス占領

そして、1744年にカルナータカ地方の沿海で、イギリスがフランスの船を捕えたため、第1次カーナティック戦争（カルナータカ戦争）が勃発した。
アンワールッディーン・ハーンは陸上での戦いを禁止したため、イギリスとフランスは海上での戦いを中心としたが、のちに両国はこれを無視するようになり、争いは陸上に持ち込まれた。
イギリスとフランスは南インドの地で4年に渡り争った。当初、イギリスは南インド東海岸一帯を占領するが、フランスはポンディシェリのフランス領インド総督ジョゼフ・フランソワ・デュプレクスのもと優勢に戦い、一時は中部・南部インドでイギリス勢力を圧倒し、1746年9月21日にはマドラスの戦いでマドラスを占領するなど善戦した。
1748年10月、オーストリア継承戦争が終わるとアーヘンの和約が結ばれ、フランスもマドラスを返還し、第1次カーナティック戦争は終結した。
なお、この第1次戦争では現地勢力はあまり関与しなかったが、アンワールッディーン・ハーンがマドラス陥落の直前に援軍を送ったことで、これ以降戦争は現地勢力も巻き込んでいくこととなった。

## 第2次カーナティック戦争（1749年 - 1754年）

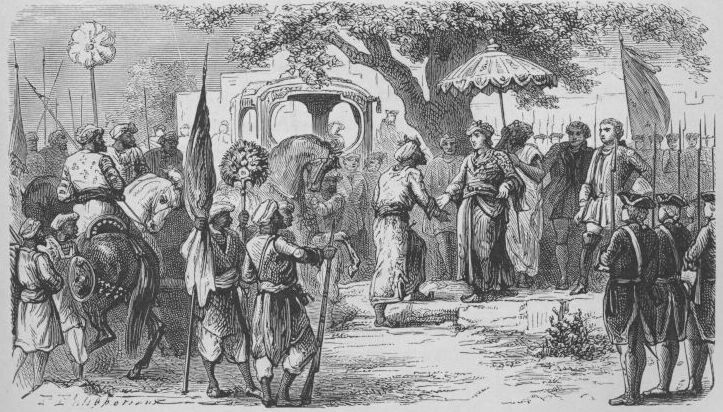
ムザッファル・ジャングと面会するデュプレクス

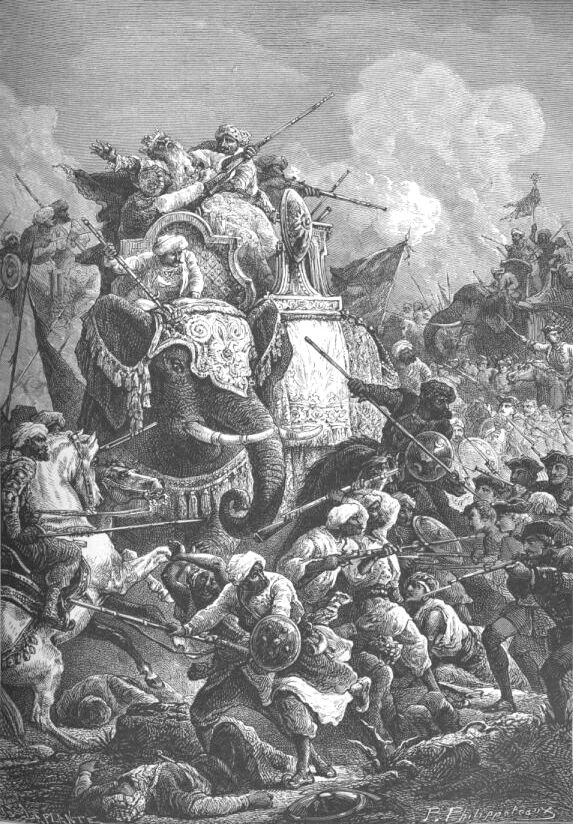
アンブールの戦い

第1次戦争が終結した同年、デカンのニザーム王国ではアーサフ・ジャー1世が死亡した。デュプレクスは、王位を息子のナーシル・ジャングと孫のムザッファル・ジャングが争っていることに目を付けた。

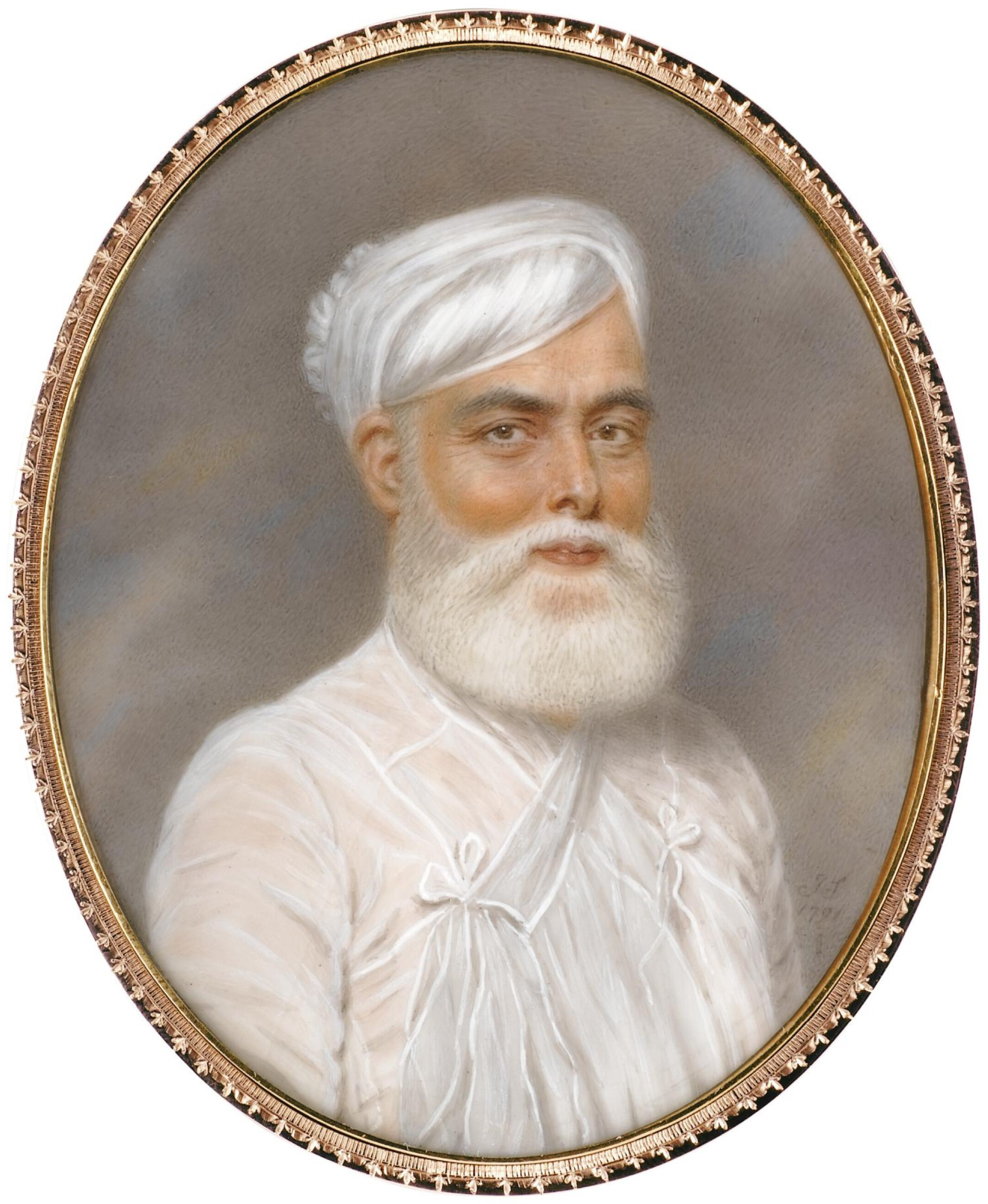
ムハンマド・アリー・ハーン

またイギリスとフランスは、カルナータカ地方政権とニザーム王国の内部争いに関与した。デュプレクスはチャンダー・サーヒブやムザッファル・ジャングと結ぼうとし、ムザッファル・ジャングは叔父ナーシル・ジャングを倒すため、チャンダー・サーヒブはアンワールッディーン・ハーンから太守位を奪うため、これに協力した。
そして1749年8月3日、フランスとチャンダー・サーヒブとムザッファル・ジャングの連合軍36,000は、アンワールッディーン・ハーン軍20,000をアンブールで破り、アンワールッディーン・ハーンは殺害された（アンブールの戦い）。
アンワールッディーン・ハーン殺害後、その息子ムハンマド・アリー・ハーンが新太守となったが、チャンダー・サーヒブも太守位（在位1749 - 1752）を宣し、2人の太守が両立する形となった。
ムハンマド・アリー・ハーンはイギリスと結んでティルチラーパッリ要塞に逃げ込み、チャンダー・サーヒブはフランスと結び、第2次カーナティック戦争が勃発した。
1751年から1752年にかけて、チャンダー・サーヒブはフランスの援助のもと、ムハンマド・アリー・ハーンの篭城するティルチラーパッリ要塞を攻めた。だが、1751年12月に手薄だった首都アルコットを、イギリスのロバート・クライヴに奪われてしまう（アルコットの戦い）。
1752年4月にはチャンダー・サーヒブ自身も敗れ、タンジャーヴール・マラーター王国に援助を求めたが、同年6月14日に裏切られて殺害された。
その後、デュプレクスは善戦したが、フランスは戦争の長期化を避けるため1754年8月にデュプレクスを本国に帰還させ、10月にポンディシェリー条約を結んで第2次カーナティック戦争は終結した。

## 第3次カーナティック戦争（1758年 - 1763年）

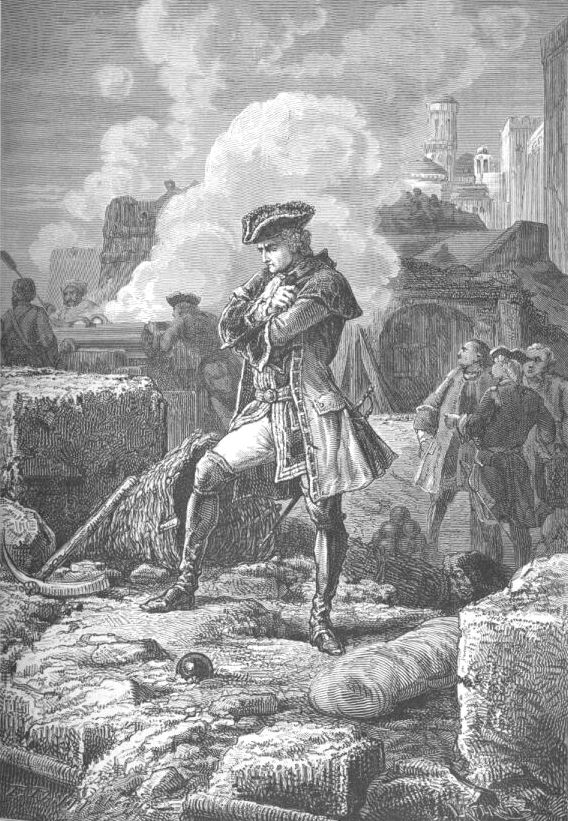
ラリー侯爵

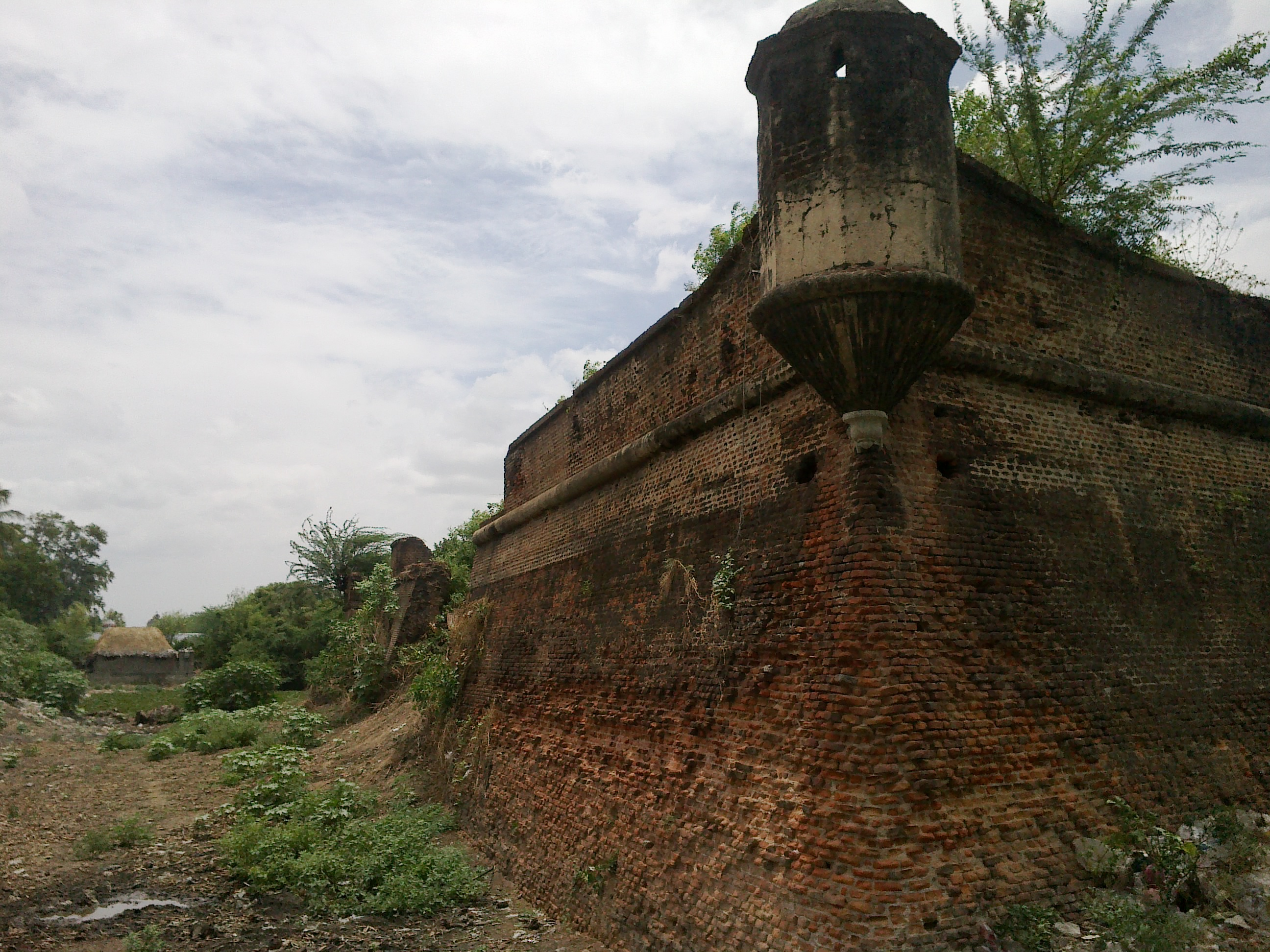
ヴァンディヴァッシュの城塞

1756年8月、ヨーロッパで七年戦争が勃発する。1758年には南インドでも英仏間による第3次カーナティック戦争が勃発した。
その前年、1757年10月にプラッシーの戦いが起きた。この戦いでイギリスはロバート・クライブの活躍により、フランスに味方したベンガル太守軍に勝利する。ベンガル地方はイギリスの勢力下に入っていた。
フランス東インド会社は、この敗北に反撃し劣勢を覆すために、チャンダー・サーヒブの息子ラザー・サーヒブを擁立。デカンのニザーム王国に駐留させていた2000人の兵と6隻の軍艦を送った。
フランスのインド総督であるラリー伯爵は、フランスの領土を強化拡大するよりもイギリスの領土を破壊する計画をとった。計画は1758年末から1759年にかけてのマドラス包囲戦で現実になったが、人員と弾薬の補充を受けたイギリスが持ちこたえた。
また、ラリー伯爵はいくつかの過ちを犯した。カルナータカ地方に軍隊を集中してマスリパタムとオリッサ海岸一帯を放棄したこと、綱紀粛正をあまりに厳しくしたため軍隊内で暴動を引き起こしたこと、カーストの区別を考慮せずにインド人傭兵（セポイ）を補強してインド人の不満を買うなどしたため、インドでのフランスのさらなる劣勢を招いてしまった。
一方、イギリスがかねてから行っていた大規模な軍艦建造計画の結果、イギリスは制海権を握り情勢は逆転する。フランスの約50隻に対して、イギリスは約350隻の艦隊を派遣した。
制海権の獲得と強力な海軍の援護を受けたイギリスは反撃に出る。1760年1月22日にヴァンディヴァッシュの戦いでフランス軍に決定的な勝利を収めた。
また、フランスはヨーロッパ大陸でプロイセンの反撃に苦戦しており、ラゴスの海戦とキブロン湾の海戦には、イギリスに敗れ十分な増援兵力を送ることができなかった。
イギリスはフランスの南インドの拠点であるポンディシェリーを兵糧攻めにする。1761年1月16日に占領し、1763年2月にパリ条約締結をもって戦争は終了した。
この条約でフランスはポンディシェリーを返還されたが、インドにおけるイギリスの優位を認めることになり、事実上インドから撤退しなければならなかった。

## 戦後

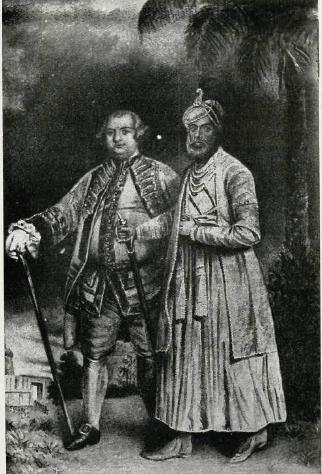
ムハンマド・アリー・ハーンとイギリス人

イギリスはムハンマド・アリー・ハーンに軍事的援助をしたが、その援助にかかる費用はムハンマド・アリー・ハーンが負担することとなっており、第3次戦争では太守の領土を保全したとしてその支払いを求め、カルナータカ地方政権はイギリスに巨額の負債を抱え込むこととなった。
一方、イギリスも親英的なムハンマド・アリーの政権の樹立に成功したことで、彼らは以前にもまして、さらにインド各地での勢力拡大に乗り出すこととなる。
第3次カーナティック戦争終結後すぐ、翌1764年10月にイギリスはブクサールの戦いでムガル帝国、アワド太守、前ベンガル太守の連合軍を破り、北インドに進出する契機をつかんだ。
1765年8月にはアラーハーバード条約を締結して、ベンガル、ビハール、オリッサのディーワーニー（行政徴税権）を獲得するなど、インドの植民地化を進めている。

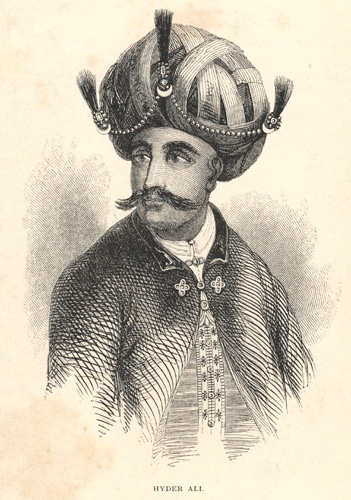
ハイダル・アリー

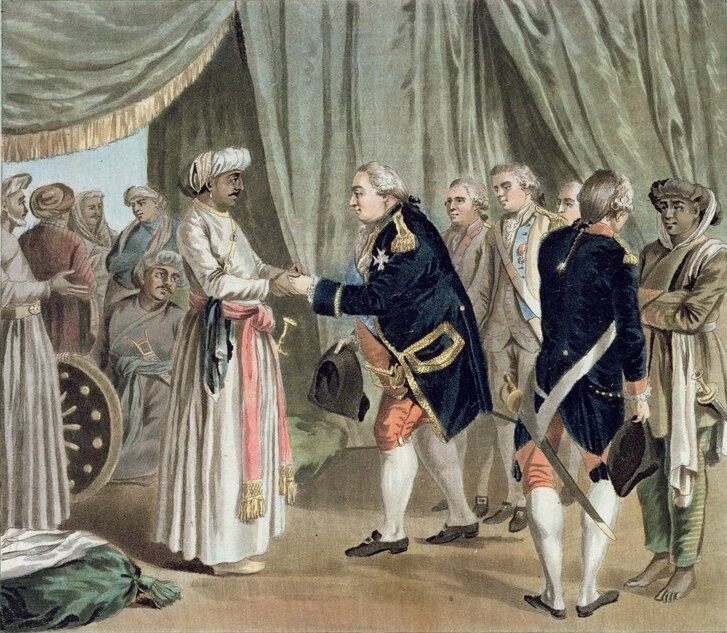
フランスの使節と会うハイダル・アリー（1782年）

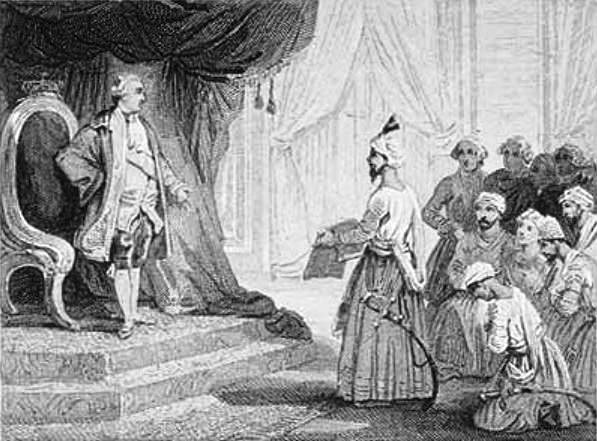
ティプー・スルタンの使節団と面会するルイ16世（1788年）

また、カーナティック戦争には南インドのマイソール王国も参加していたが（マイソールは最初ムハンマド・アリー・ハーンに味方したが、のちにもめてフランス側についた）、第2次、第3次カーナティック戦争では、王国のムスリム軍人ハイダル・アリーがニザーム王国やマラーター王国相手に活躍し、1760年以降は自らが事実上の王となって王国の版図拡大を押し進めた。
マイソール王国の台頭によって、1767年以降イギリスとマイソール王国がマイソール戦争で激突すると、フランスはハイダル・アリーやその息子ティプー・スルターンと結んで、イギリスに対抗しようとした。
ティプー・スルタンは親仏的で、フランス本国に使節を派遣したばかりか、1789年にフランス革命が起こるとそれに注目し、ジャコバン・クラブのメンバーにもなった。
だが、経済的事情やフランス革命の混乱などによって直接的な援助はできず、1799年にマイソール王国は敗れた。

## 備考
日本では高校の歴史の教科書を含めて、プラッシーの戦いがインドをめぐる英仏戦争の天王山であるような書き方をしているが、必ずしも事実とはいえない。
講談社から出版されている『興亡の世界史 15 東インド会社とアジアの海』（羽田正著）に記されているように、この第3次カーナティック戦争のヴァンディヴァッシュの戦いこそが、インドでの英仏の明暗を分けた重要な決戦であったといえる。